# Ceny města Česká Třebová
Ceny města Česká Třebová – Ceny Kohout každoročně udílí starosta města Česká Třebová po schválení Radou města a Zastupitelstvem města na doporučení kulturní a sportovní komise za výborné výsledky občanů a spolků města za předchozí rok. Název ceny je odvozen od vyobrazení kohouta s lidskou hlavou z městského znaku. První udílení cen z 27. května 1999 bylo neveřejné a odehrálo se na radnici města. V roce 2000 a od roku 2003 jsou ocenění předávána na slavnostním kulturním večeru ve velkém sále Kulturního centra Česká Třebová (kino Svět). V letech 2001 a 2002 se slavnostní akt konal ve velkém sále Národního domu. Cena má podobu keramického poháru se stylizovaným českotřebovským kohoutem ze Šíchovy keramické dílny. Pouze dva první ročníky probíhaly na základě ankety občanů (a s mimořádnými oceněními starosty města). Současně je od roku 2007 udílena Cena starosty města, ovšem nikoliv v podobě keramického poháru, ale keramického obrazu. Tato cena je plně v gesci starosty a není schvalována Radou a Zastupitelstvem.

## Cena města Česká Třebová Kohout

### I. ročník za rok 1998 (27. květen 1999)
výsledky vyšly z ankety
- Mgr. Marta Demelová – umělec roku
- MgA. Bohuslav Mimra (Komorní orchestr Jaroslava Kociana) – událost roku (provedení Händelovy Vodní hudby v parku Javorka)
- Ing. Vlastimil Dytrt (LDM, spol. s r.o.) – podnikatel roku
- Jana Jiroušková – sportovec roku
- Zdeněk Šebek – sportovec roku
- hudební skupina Madam – za zvýšení prestiže města v regionu
- Eva Motyčková (Spolek od sv. Kateřiny) – za přínos českotřebovské veřejnosti

Mimořádné ocenění starosty města
- František Kajetán Zedínek – za celoživotní dílo

### II. ročník za rok 1999 (10. březen 2000)
výsledky vyšly ze soutěže
- Jiří Jireš – umělec roku
- Pěvecký sbor Bendl – umělec roku
- Týden sportu – událost roku
- Fotbalový klub Česká Třebová (A mužstvo) – sportovec roku
- Jana Jiroušková – sportovec roku
- Junácké středisko JAVOR – za práci s mládeží

Mimořádné ocenění starosty města
- Zdeněk Šebek – za sportovní výkony

### III. ročník za rok 2000 (10. březen 2001)
- Stanislav Vosyka – za oblast kultury
- Divadelní soubor Hýbl – za oblast kultury
- Hana Brusenbauchová – za oblast sportu
- VK LDM Sokol Česká Třebová (volejbal muži) – za oblast sportu
- Mgr. Karel Kubišta – za počin roku (vydání Toulek minulosti Českotřebovska)
- Pěvecký sbor Bendl a Komorní orchestr Jaroslava Kociana – za událost roku (provedení Stabat Mater v kostele sv. Jakuba)
- Ing. Zdeněk Lang, in memoriam – za dlouholetý mimořádný přínos městu
- Marie Pechancová – za činnost pro město

Mimořádné ocenění rady města
- Letecko-modelářský klub číslo 313 Česká Třebová – za vynikající činnost

Mimořádné ocenění starosty města
- Zdeněk Šebek – za sportovní výkony

### IV. ročník za rok 2001 (6. duben 2002)
- Jiří Jireš – za režii divadelní hry Tři mušketýři
- Mgr. Josef Menšík – za úspěšné vedení smíšeného Pěveckého sboru Bendl
- Velký swingový orchestr Česká Třebová – za kvalitní koncerty a soustavnou činnost
- Vladimír Jukl – za sportovní výkony
- Ing. Aleš Stránský – za sportovní výkony
- Zdeněk Šebek – za reprezentaci města a České republiky ve vrcholných soutěžích
- Volejbalové družstvo VK Sokol LDM – za účast v I. lize volejbalu
- Týden sportu – za nejlepší událost roku
- Jiří Musílek – u příležitosti životního jubilea za dlouholetou činnost pro město
- Mgr. Milan Mikolecký – u příležitosti vydávání již 35. ročníku Českotřebovského zpravodaje

### V. ročník za rok 2002 (16. květen 2003)
- Josef J. Kopecký a Lenka Špaisová (U. S. Triarius) – za přínos v oblasti moderních forem kultury
- Zdeněk Šebek – za sportovní úspěchy
- Lukáš Demel a Tomáš Macků (mistři volejbalu) – za přínos v oblasti sportu
- Jan Šimůnek (firma Iscarex) – za vzornou reprezentaci města v oblasti sportu
- Jana Černá, Marie Pechancová a PaedDr. Hana Grundová (Ekocentrum ČSOP) – za přínos v oblasti ochrany přírody
- Marta Martinková – u příležitosti životního jubilea za celoživotní činnost v oblasti cvičitelství

### VI. ročník za rok 2003 (4. červen 2004)
- Petra Helebrandová – za desetiletou systematickou a svědomitou práci s dětmi v souboru Kajetánek
- Jaroslav Slezák – za rozvoj sportu ve městě
- Jaroslav Holec – za rozvoj sportu ve městě
- Karel Zubalík a Jiří Hetych ml. (nejlepší hráči Kuželkáři TJ Lokomotiva – za účast v nejvyšší soutěži České republiky a umístění na IV. místě
- Mojmír Stránský – za vývoj a výrobu auta pro postižené občany značky Velorex
- Josef Petrák – u příležitosti životního jubilea za dlouholetou práci s mládeží v základní umělecké škole
- současně bylo uděleno Zdeňku Šebkovi čestné občanství města Česká Třebová za dlouholetou reprezentaci města

### VII. ročník za rok 2004 (10. červen 2005)
- Lubomír Hýbl – za dlouholetou hereckou a režisérskou činnost v divadelním souboru Hýbl
- Karel Hájek – za rozvoj lyžařského sportu ve městě a podíl na výstavbě vleku na Pekláku a podíl na vybudování lyžařského střediska v Čenkovicích
- Ladislav Beran – za dlouholetý podíl na rozvoji sportu ve městě
- Kadeti volejbalového oddílu TJ Sokol – za významné úspěchy ve volejbalu a vzornou reprezentaci města ve sportu
- Hubert Vencl, in memoriam – za celoživotní svědomitý výkon zvukaře na mnoha společenských, kulturních a sportovních akcích ve městě

### VIII. ročník za rok 2005 (5. květen 2006)
- Marta Demelová – za významný pedagogický a umělecký přínos pro výtvarné umění a kultury ve městě
- Antonín Kubica – za dlouholetou sportovní činnost v tělovýchově
- Tereza Bílá – za vynikající sportovní výsledky v roce 2005
- Jaroslav Badzik – za práci s mládeží v oddílu hokejbalu
- Mgr. Milan Mikolecký – za vydávání elektronického deníku iČTZ

### IX. ročník za rok 2006 (29. duben 2007)
- František Preisler ml. – za přínos pro českotřebovský kulturní život
- Mgr. Jan Šebela a Martin Šebela – za publikaci Z betlemářské tradice České Třebové
- Josef Poukar – za restaurování varhan v rotundě sv. Kateřiny
- Šárka Prossová – za realizaci tanečního představení Podzimní doteky a rozvoj moderního tance ve městě
- Lubomír Vašina – za organizování Týdne sportu ve městě
- Lea Johanidesová – za vzornou reprezentaci města v oblasti sportu
- MUDr. Petr Eisenvort, in memoriam – za celoživotní přínos pro rozvoj sportu ve městě

Cena starosty města
- OIK TV s. r. o. – u příležitosti patnáctého výročí založení
- Zora Janebová – za celoživotní přínos v oblasti základní a rekreační tělesné výchovy v TJ Lokomotiva a Sokol a nácviky sletových skladeb

### X. ročník za rok 2007 (16. květen 2008)
- Jakub Jakoubek – za knihu Psotník obecný
- Mgr. Milana Soukupová a Lenka Pešinová (Fotografický kroužek Gymnázia Česká Třebová) – za dosažené úspěchy v oblasti dokumentární a umělecké fotografie
- Josef Pácl – za dlouholetou sportovní činnost v tělovýchově
- Michal Válek – za sportovní úspěchy v oblasti hokejbalu

Cena starosty města
- Jiří Pásek – za celoživotní práci pro město a Fotbalový klub Česká Třebová

### XI. ročník za rok 2008 (29. březen 2009)
- PhDr. Jana Kostřicová, Ph.D. – za literární činnost
- Mgr. Josef Menšík (Pěvecký sbor Bendl) – za velmi úspěšnou koncertní činnost v České republice i v zahraničí
- Mgr. Josef Kopecký – za divadelní režii a úspěchy na divadelních přehlídkách v roce 2008
- Stanislav Fišar – za celoživotní práci v oblasti volejbalu a hokeje
- Denis Špička – za vzornou reprezentaci města v oblasti sportu
- Břetislav Demel, in memoriam – za dlouholetou práci v oblasti kuželek

Cena starosty města
- Adriano Poletti – za dlouholetou spolupráci mezi městy Agrate Brianza a Českou Třebovou

### XII. ročník za rok 2009 (11. duben 2010)
- Jana Endyšová, DiS. – za množství akcí pro veřejnost, pořádaných pod hlavičkou Domu dětí a mládeže Kamarád, především za nastudování velmi úspěšného dětského divadla
- Spolek Gymnázia Česká Třebová – za uspořádání oslav při příležitosti stého výročí založení gymnázia a nastudování divadelního představení Škola základ života
- Hudební skupina Medvědi – za velmi úspěšnou sérii hudebně-zábavných pořadů, uspořádaných v rámci oslav pětačtyřiceti let činnosti
- Jan Dostál – za titul mistra Evropy v cyklistice do 23 let
- Martin Voleský – za titul mistr Evropy v hokejbalu do 20 let
- Lubomír Vašina – u příležitosti životního jubilea za trenérství juniorů České republiky ve volejbalu (druhé místo Olympijské naděje) a akademického družstva České republiky (čtvrté místo na Světové univerziádě)

Cena starosty města
- Marie Pechancová – za třináctileté vzorné sepisování městské kroniky
- PaedDr. Rudolf Abrahám – za pět let obnovenou dlouholetou spolupráci mezi městy Svit a Českou Třebovou

### XIII. ročník za rok 2010 (20. květen 2011)
- PhDr. Ludmila Marešová–Kesselgruberová – za uspořádání kulturní akce Výtvarná Svinná 2010
- Občanské sdružení Bacrie – za celoroční projekt Lovci mamutů
- Rocková skupina Nil – za vydání hudebního CD Dirty a úspěšnou koncertní činnost
- PaedDr. Miloslav Zoubele – za zásluhy o rozvoj sportu ve městě
- Jan Šimůnek st. – za zásluhy o rozvoj sportu ve městě

Cena starosty města
- Miloš Dušek – za účast v protinacistickém odboji (poslední žijící českotřebovský odbojář)
- Mgr. Milan Michalski – za celoživotní činnost v oblasti fotodokumentace, publicistiky a mineralogie
- Ing. Aleš Stránský – za vynikající sportovní úspěchy v běhu do vrchu

### XIV. ročník za rok 2011 (25. květen 2012)
- Jaromír Šlemr – za knihu Čas je jako kůň s jezdcem
- Mateřské centrum Rosa – za cyklus letních a zimních divadelních představení
- Občanské sdružení Triarius – za divadelní premiéry Strange Love, Orangutan v továrně a Ucho
- Oldřich Stránský – u příležitosti životního jubilea za zásluhy a mistrovství v oblasti sportu
- Monika Simonová – za vynikající sportovní výkony v oblasti cyklistiky

Cena starosty města
- Jiří Musílek – u příležitosti životního jubilea

### XV. ročník za rok 2012 (17. květen 2013)
- Milan Špičák – za dirigentskou činnost
- Jaroslav Bittl – za knihu Světlo za zrcadlem, výtvarnou a literární činnost
- kolektiv studentů gymnázia (Adam Ostruszka, Jiří Štembírek, Michal Koubek, Adam Pávek a David Lazárek) – za video dokument Válečné osudy – Vasil Timkovič
- Petr Kvasnička – za druhé místo na Mistrovství světa Masters v hokejbalu
- PaedDr. František Doležal – u příležitosti životního jubilea za zásluhy o rozvoj sportu
- Emil Vydra, in memoriam – za zásluhy o rozvoj sportu

Cena starosty města
- Miroslav Faltus (Pivovar Faltus) – za zásluhy o rozvoj města

### XVI. ročník za rok 2013 (18. duben 2014)
- prof. RNDr. Pavel Kovář, CSc. – za knihy Radost z chůze a Každou nohou v jiné době
- Martin Šebela – za knihu Z historie Bezděkova a okolí II
- Jaroslav Fiurášek – za celoživotní sportovní činnost
- Volejbalový tým TJ Sokol II. (mladší žáci) – za vynikající sportovní úspěchy

Cena starosty města
- František Kajetán Zedínek – za celoživotní hudební činnost
- Radovan Švarc – za vynikající výsledky a úspěšnou reprezentaci města na školních olympiádách různého zaměření, zejména v matematice

### XVII. ročník za rok 2014 (22. květen 2015)
- Eliška Štichauerová – za vynikající výsledky v plavání
- MgA. et MgA. Linda Keprtová – za režii opery Eva od Josefa Bohuslava Foerstera
- Divadelní soubor Hýbl – za divadelní hru Kytice
- Spolek Triarius – za úspěšné provedení několika divadelních premiér v uplynulém roce, mimo jiné Kočár do Vídně a další
- Josef Kyncl – za celoživotní zásluhy o rozvoj sportu ve městě
- Jiří Hetych – za celoživotní zásluhy o rozvoj sportu ve městě

Cena starosty města
- doc. Mgr. František Preisler, CSc. – za celoživotní přínos pro město v oblasti kultury

### XVIII. ročník za rok 2015 (13. květen 2016)
- Jaroslav Plocek – za výstavu fotografií Stavitelé terminálu
- Loutkářský soubor Čtyřlístek – za premiéry v roce 2015
- Taneční škola Česká Třebová – za Taneční festival Podzimní doteky 2015
- Michaela Stránská – za vynikající výsledky v běhu a trenérskou práci v Iscarex Junior teamu
- Bohumír Štusák – za celoživotní zásluhy o rozvoj sportu v atletice a gymnastice ve městě
- Bohuslav Štusák – za celoživotní zásluhy o rozvoj sportu v judu ve městě
- Volejbalový tým TJ Sokol Česká Třebová II. (mládežnický oddíl) – za mimořádné výsledky ve své věkové kategorii

Cena starosty města
- Ing. Jaroslav Berger – za sedmdesátiletou vzájemnou spolupráci mezi obcí Horní Lhota a městem Českou Třebovou
- Sdružení dobrovolných hasičů Česká Třebová – za dlouholetou spolupráci s městem při organizaci akcí pro širokou veřejnost

### XIX. ročník za rok 2016 (12. květen 2017)
- Vlasta Kreuzová – v oblasti kultury za výrobu kostýmů pro divadelní představení Divadelního souboru Hýbl Balada z hadrů
- Vojtěch Soukup a Mgr. Milana Soukupová – v oblasti kultury za výstavu fotografií tanečního oboru základní umělecké školy
- Hudební skupina Poutníci Česká Třebová – v oblasti kultury za koncertní činnost a za postup do finále Talent Country Radia
- Renata Eisenwortová – v oblasti sportu za celoživotní práci v oddílu plavání
- Iveta Trčková – v oblasti sportu za úspěchy v pěší, cyklo a vysokohorské turistice
- Zdeněk Vrba – v oblasti sportu za celoživotní zásluhy o rozvoj fotbalu ve městě

Cena starosty města
- PaedDr. Zbyněk Slavík, in memoriam – za celoživotní práci pro město
- Jiří Němec – za záchranu lidských životů při zřícení střechy tělocvičny v lokalitě Skalka

### XX. ročník za rok 2017 (18. květen 2018)
- RNDr. Jaroslav Demel – v oblasti kultury za vedení Kruhu přátel hudby
- Jana Vejdováská, Pavel Charvát a Filip Chudoba – v oblasti kultury za realizaci výstavy Jak bývalo v Kozlově
- František Bečka – v oblasti kultury za dlouhodobou uměleckou činnost a sochu sv. Jakuba
- Petra Kvasničková, Linda Hyksová a Michal Broulík – v oblasti sportu za dosažené úspěchy na Mistrovství světa 2017 v Pardubicích v hokejbalu
- Lukáš Vašina – v oblasti sportu za dosažené úspěchy na Mistrovství Evropy 2017 v Maďarsku ve volejbalu
- David Sedlák – v oblasti sportu za dosažené úspěchy na Mistrovství Evropy 2017 v Ostravě v brazilském džúdžucu

Cena starosty města
- Ladislav Šich, in memoriam – za umělecký přínos pro město
- Hokejový klub HC Kohouti Česká Třebová – za reprezentaci města

### XXI. ročník za rok 2018 (24. květen 2019)
- Michal Horák – v oblasti kultury za autorskou výstavu grafik a fotografií Díky Janům
- Alice Formánková – v oblasti kultury za výtvarný happening Kobylinec 2018
- Smíšený pěvecký sbor Bendl a mužský Pěvecký sbor Il Rifugio – v oblasti kultury za koncert ke stému výročí vzniku republiky
- Lukáš Vašina – v oblasti sportu za úspěchy dosažené v týmu vicemistrů Evropy U20 ve volejbale
- Adéla Stránská – v oblasti sportu za úspěchy dosažené v reprezentačním týmu České republiky v atletice, sekci běhy
- Lubomír Vašina – v oblasti sportu za XX. ročník Týdne sportu

Cena starostky města
- Za jeden provaz, z. s. – za mimořádnou aktivitu ve prospěch handicapovaných osob

### XXII. ročník za rok 2019 (15. červen 2020)
ceny dodatečně předány 14. května 2021
- Adam Janíček – v oblasti kultury za reprezentaci města při celostátních, mezinárodních a zahraničních houslových soutěžích v průběhu roku 2019
- Jakub Janíček – v oblasti kultury za reprezentaci města při celostátních, mezinárodních a zahraničních soutěžích v oboru kontrabas v průběhu roku 2019
- Taneční orchestr žáků Základní umělecké školy Česká Třebová – v oblasti kultury za koncert při slavnostním večeru ke třicátému výročí 17. listopadu 1989 ve velkém sále Kulturního centra
- Mineralogický klub Česká Třebová – v oblasti spolkové činnosti za uspořádání výstavy k dvacátému výročí svého založení
- Jan Friš – v oblasti sportu za atletické výsledky v průběhu roku 2019
- Hokejový klub HC Kohouti Česká Třebová – v oblasti sportu za historicky první výhru v krajské soutěži Pardubického kraje v sezóně 2018–2019
- KARATE–KA Česká Třebová – v oblasti sportu reprezentaci města a České republiky na Mistrovství světa v Thonounu v Kobudo kata kumiwaza

Cena starostky města
- Ing. Jiří Vencl, in memoriam – za celoživotní přínos k rozvoji společenského a kulturního života ve městě
- Ing. Otokar Dobrovský, in memoriam – za celoživotní přínos k rozvoji společenského a kulturního života ve městě

### XXIII. ročník za rok 2020 (14. květen 2021)
- Mgr. Jaroslav Lopour – v oblasti kultury za vydání knihy Filmová Česká Třebová, svazek druhý. Českotřebovské filmové a divadelní osobnosti
- Spolek Triarius – v oblasti kultury za divadelní hru Leni – Hitlerova filmařka
- Jabkancové šlapeto (Petr Skalický, Josef Chudý, Vladislav Zoubek, Helena Bucháčová, Jan Janíček) – v oblasti kultury za realizaci koncertů pod okny domova pro seniory v roce 2020, kdy z důvodu epidemie nebylo možné realizovat koncerty uvnitř domova
- Michal Vebr (Spolek DSC GYM Česká Třebová) – v oblasti sportu za první místo na Mistrovství Evropy v Lisabonu v brazilském jiu jitsu
- Tadeáš Smejkal (Spolek DSC GYM Česká Třebová) – v oblasti sportu za první místo na Mistrovství Evropy v Ostravě v brazilském jiu jitsu
- Ing. Renata Čadová (TJ Lokomotiva Česká Třebová) – v oblasti sportu za první místo na Mistrovství České republiky na krátké trati v 3,5 MHz Bílovice nad Svitavou, kategorie veteráni v Rádio orientačním běhu

Cena starostky města
- Rudolf Fibigar, in memoriam – za celoživotní přínos v oblasti sportovní turistiky
- Jindřiška Vaníčková, in memoriam – za celoživotní uměleckou a vzdělávací činnost v hudbě

### XXIV. ročník za rok 2021 (13. květen 2022)
- Spolek od sv. Kateřiny – v oblasti kultury za zorganizování 60. ročníku Jabkancové pouti
- Hana Soviš Fučíková – v oblasti kultury za benefiční výstavu v restauraci Eva na Splavě ve prospěch projektu LOLA
- Komorní orchestr Jaroslava Kociana – v oblasti kultury za realizaci koncertu pro obce postižené tornádem
- Darina Hrušková a Kateřina Balcarová – v oblasti sportu za everesting spojený s realizací sbírky pro zdravotně postiženého chlapce
- Václav Glaser – v oblasti sportu za mimořádné výkony v disciplíně aquabike s přihlédnutím k celoživotnímu úspěšnému závodění v triatlonu
- Vít Škroň – v oblasti sportu za mimořádné výsledky již několik let po sobě v disciplíně judo

Cena starostky města
- Pavel Uma – za celoživotní přínos a padesátileté působení na pozici technika v Malé scéně
- Jiří Jireš – za celoživotní přínos ochotnickému divadlu

### XXV. ročník za rok 2022 (12. květen 2023)
- Pro Vás od nás, z.s. – v oblasti kultury za zorganizování hudebního festivalu Dozvuky léta
- Marek Trejtnar – v oblasti sportu za organizaci 25. streetballového turnaje
- Šárka Stolínová – v oblasti sportu za mimořádné výsledky v plavání
- Matyáš Maršík – v oblasti sportu za mimořádné výsledky v tenise
- Josef Škrkoň – v oblasti podnikatelství za zásluhy o rozvoj města
- Hana Bartošová – v oblasti sociálních věcí a zdravotnictví za dlouholetou brigádní činnost v pečovatelské službě Petrklíč

Cena starosty města
- Marta Demelová – za celoživotní přínos v oblasti výtvarného umění
- Stanislav Beneš, in memoriam – za celoživotní zásluhy v oblasti školství

### XXVI. ročník za rok 2023 (17. květen 2024)
- Ivoš Hájek/Guy G – v oblasti kultury za dlouholetou autorskou a koncertní činnost
- skupina Madam – v oblasti kultury za dlouholetou koncertní činnost a prezantaci města na hudebních festivalech u příležitosti výročí 30 let od založení
- Zdeněk Bittl – v oblasti sportu za celoživotní přínos v oboru jezdectví
- Oldřich Dostál – v oblasti sportu za celoživotní přínos v oboru lyžování
- Hana Grundová, Jiří Grund – v oblasti životního prostředí za celoživotní přínos v oboru životního prostředí
- Jiří Drašnar – v oblasti podnikatelství za zásluhy o rozvoj města
- Pavlína Břeňová – v oblasti sociálních věcí a zdravotnictví za dlouholetou vedoucí činnost pobočky Naděje a profesionální přístup v pomoci obyvatelům čtvrti Borek

Cena starosty města
- Aloisie Štarmanová, in memoriam – za celoživotní přínos v oblasti tanečního umění
- Sbor dobrovolných hasičů Česká Třebová – za zásluhy o město u příležitosti výročí 150 let od založení

### XXVII. ročník za rok 2024 (16. květen 2025)
- Petr Kolump Skalický – v oblasti kultury za dlouholetou propagaci kultury ve městě
- Denisa Váňová, Markéta Doležalová – v oblasti kultury za výmalbu stěny budovy Základní uměleckého školy Česká Třebová v ulici Kozlovská
- Ivo Cupal – v oblasti sportu za dlouholetou propagaci sportu ve městě
- Osada Mustang – v oblasti sportu za každoroční pořádání pochodu Rampouchový memoriál
- ZO ČSOP Podorlicko – v oblasti životního prostředí za šíření environmentální osvěty a ochranu přírody v regionu
- Jan Lustyk – v oblasti podnikatelství za podporu kulturních, společenských a sportovních akcí, například dlouholetá podpora hokejového klubu HC Kohouti Česká Třebová a závodu Českotřebovský cyklomaraton
- Domácí hospic Alfa-Omega – v oblasti sociálních věcí a zdravotnictví za obětavou a neúnavnou pomoc umírajícím a jejich rodinám

Cena starosty města
- Jan Janíček, in memoriam – za celoživotní přínos v oblasti kultury
- Michal Daněk – za zásluhy ve funkci velitele Sboru dobrovolných hasičů Česká Třebová

## Cena Českotřebovský Ámos
Rada města Česká Třebová uděluje každoročně Cenu Českotřebovský Ámos pro nejlepšího pedagoga jednotlivých školních zařízení ve městě. Oceňování probíhá formou ankety. Ocenění je předáváno na slavnostním večeru v Malé scéně Kulturního centra Česká Třebová ke dni výročí narození Jana Ámose Komenského. Cena má podobu keramické plakety ze Šichovy keramické dílny.

### I. Cena Českotřebovský Ámos za rok 2018 (28. březen 2019)
- Mgr. Milan Michalski – Základní škola Habrmanova
- Mgr. Iva Kovářová – Základní škola Nádražní
- Mgr. Stanislav Beneš – Základní škola Ústecká
- Jana Faltysová – Mateřská škola Habrmanova
- Irena Brůnová – Mateřská škola U Koupaliště
- Ludmila Pechancová – Mateřská škola U Stadionu
- Zdeňka Šatopletová – Mateřská škola Vinohrady
- Iveta Mutlová, DiS. – Dům dětí a mládeže Kamarád
- Mgr. Milada Hamplová – Základní umělecká škola
- Ing. Josef Kajš, Mgr. Tomáš Slezák – Vyšší odborná škola a Střední škola technická
- Mgr. Jan Watroba – Gymnázium
- Barbora Jasanská – Základní škola Na rovině
- Mgr. Iva Fikejsová – Speciální základní škola, Mateřská škola a praktická škola

### II. Cena Českotřebovský Ámos za rok 2019 (27. březen 2020)
- Mgr. Petra Štanclová – Základní škola Habrmanova
- Mgr. Miroslav Báchor – Základní škola Nádražní
- Kristýna Dostálová – Základní škola Ústecká
- Miroslava Trávníčková – Mateřská škola Habrmanova
- Hana Lustyková – Mateřská škola U Koupaliště
- Jana Jedličková – Mateřská škola U Stadionu
- Miroslava Peroutková – Mateřská škola Vinohrady
- Mgr. Jana Endyšová, DiS – Dům dětí a mládeže Kamarád
- Mgr. Milan Špičák – Základní umělecká škola
- Ing. Josef Kajš, Mgr. Ondřej Marko – Vyšší odborná škola a Střední škola technická
- Mgr. Daniela Fricová – Gymnázium
- Mgr. Jana Chaloupková – Základní škola Na rovině
- Mgr. Zlatava Špičková – Speciální základní škola, Mateřská škola a praktická škola

### III. Cena Českotřebovský Ámos za rok 2020 (28. březen 2021)
- Mgr. Alena Brtníčková – Základní škola Habrmanova
- Mgr. Ilona Pospíšilová – Základní škola Nádražní
- Mgr. Hana Frühaufová – Základní škola Ústecká
- Božena Fišerová – Mateřská škola Habrmanova
- Bc. Andrea Tenenková, DiS. – Mateřská škola U Koupaliště
- Ludmila Pechancová – Mateřská škola U Stadionu
- Jana Herynková – Mateřská škola Vinohrady
- Mgr. Petra Štanclová – Dům dětí a mládeže Kamarád
- František Kajetán Zedínek, in memoriam – Základní umělecká škola
- Ing. Zdeněk Žaba, Mgr. Martina Macková – Vyšší odborná škola a Střední škola technická
- Mgr. Jan Watroba – Gymnázium
- Mgr. Jana Chaloupková – Základní škola Na rovině

### IV. Cena Českotřebovský Ámos za rok 2021 (31. březen 2022)
- Mgr. Petr Doseděl – Základní škola Habrmanova
- Mgr. Miroslav Báchor – Základní škola Nádražní
- Mgr. Martina Drymlová – Základní škola Ústecká
- Hana Najmanová – Mateřská škola Habrmanova
- Irena Brůnová – Mateřská škola U Koupaliště
- Hana Wiedermannová, DiS. – Mateřská škola U Stadionu
- Jarmila Pekníková – Mateřská škola Vinohrady
- Petr Vašina – Dům dětí a mládeže Kamarád
- MgA. Bohuslav Mimra – Základní umělecká škola
- Mgr. Ondřej Marko, Mgr. Andrea Hůlková – Střední škola technická a dopravní Gustava Habrmana
- Mgr. Jan Watroba – Gymnázium
- Magdalena Hynková – Základní škola Na rovině

### V. Cena Českotřebovský Ámos za rok 2022 (30. březen 2023)
- Zina Rybková – Základní škola Habrmanova
- Mgr. Jana Říhová – Základní škola Nádražní
- Mgr. Martina Drymlová – Základní škola Ústecká
- Zina Rybková – Mateřská škola Habrmanova
- Jiřina Maiová, DiS. – Mateřská škola U Koupaliště
- Hana Wiedermannová, DiS. – Mateřská škola U Stadionu
- Renata Skalická – Mateřská škola Vinohrady
- Lada Pouková – Dům dětí a mládeže Kamarád
- Libuše Neradová – Základní umělecká škola
- Lenka Strouhalová – Střední škola technická a dopravní Gustava Habrmana
- Mgr. Jan Watroba – Gymnázium
- Hana Zastoupilová, DiS. – Základní škola Na rovině

### VI. Cena Českotřebovský Ámos za rok 2023 (26. březen 2024)
- Mgr. Jana Černá – Základní škola Habrmanova
- Mgr. Eva Mašková – Základní škola Nádražní
- Mgr. et Mgr. Lenka Špinarová – Základní škola Ústecká
- Bc. Miluše Lorencová – Mateřská škola Habrmanova
- Dominika Tutschová, DiS. – Mateřská škola U Koupaliště
- Ludmila Pechancová – Mateřská škola U Stadionu
- Claudie Kolářová – Mateřská škola Vinohrady
- Gabriela Velecká – Dům dětí a mládeže Kamarád
- Josef Petrák – Základní umělecká škola
- Ing. Zdeněk žaba, Jan Hanik – Střední škola technická a dopravní Gustava Habrmana
- Jan Kohút – Gymnázium
- Tomáš Lebeda – Mateřská škola a Základní škola Na rovině

### VII. Cena Českotřebovský Ámos za rok 2024 (8. duben 2025)
Cena za celoživotní pedagogickou činnost
- Věra Řeháková – Základní škola Habrmanova
- Mgr. Lenka Pokorná – Mateřská škola Habrmanova
- Jana Sedláčková – Gymnázium

Cena pro mimořádnou pedagogickou osobnost
- Mgr. Petr Blaško – Základní škola Habrmanova
- Ludmila Rašnerová – Dům dětí a mládeže Kamarád
- Jitka Nováková, dipl. um. – Základní umělecká škola

Cena pro nejoblíbenějšího učitele
- Mgr. Alena Brtníčková – Základní škola Habrmanova
- Mgr. Miroslav Báchor – Základní škola Nádražní
- Mgr. Michal Jiráský – Gymnázium